# Komikazen
Komikazen è stato un festival annuale incentrato sui fumetti di realtà. Si è tenuto tra il 2005 e il 2016 a Ravenna, di solito nel mese di ottobre. Komikazen è stato organizzato da Associazione Mirada Association e curato da Elettra Stamboulis e Gianluca Costantini.
Creato con lo scopo di indagare e ricercare le relazioni tra la rappresentazione della realtà e la letteratura grafica, il festival aveva lo scopo di promuovere e celebrare Ravenna come capitale dei fumetti "basati sulla realtà". Il festival non aveva aree commerciali, ma si concentrava invece su mostre, workshop e conferenze.
Come nella città francese di Angoulême durante il Angoulême International Comics Festival, i negozi di Ravenna hanno spesso personalizzato le loro vetrine con temi a fumetti durante tutto il periodo del festival. Mostre correlate in varie sedi nella zona di Ravenna sono rimaste aperte per almeno un mese dopo il festival.

## Storia
Associazione Mirada ("sguardo" in spagnolo) è stata fondata nel 1997 a Ravenna. La sua missione è quella di studiare e promuovere i giovani artisti della città di Ravenna.. Mirada faceva parte, come associazione Periscopages (con sede a Rennes), di una organizzazione internazionale dedicata al fumetto indipendente che comprendeva Babel (Atene), Comica (Londra), Chili cum Carne (Lisbona), the Boom Festival (San Pietroburgo), e La Maison du Livre (Beirut). L'associazione Periscopages si è sciolta nel 2012.
La prima edizione di Komikazen si è tenuta il 30 settembre 2005 con degli ospiti speciali Phoebe Gloeckner, Joe Sacco, and Marjane Satrapi.
Il festival del 2006 ha visto i disegnatori turchi della rivista LeMan.
Nel 2007, il festival si è ampliato e ha inaugurato i premi GEAR celebrando i giovani artisti della regione Emilia-Romagna. Erano presenti più di 50 artisti delle riviste a fumetti e saggistica Strapazin (Svizzera), Babel (Atene), Glomp (Finlandia), Chili Com Carne (Portogallo), Hard Comics (Romania) e  Stripoteka (Sarajevo, Bosnia). La mostra Honey Talks è stata sponsorizzata da Stripburger. Tra gli artisti presenti nelle mostre c'erano Danijel Zezelj, Rutu Modan, and Matthias Lehmann.
Nel 2008 ha ospitato e curato la prima esibizione di vignettisti libanesi in Italia.
Nel 2009 il festival si è concentrato su storie che "hanno origine da una tensione individuale e da una sperimentale ricerca".
Nel 2010 il festival è diventato più grande ed è durato più giornate degli anni precedenti.
Il tema dell'edizione de 2012 è stato la rappresentazione dell'Italia e comprendeva una grande mostra con più di trenta fumettisti italiani: Luca Amerio, Luca Baino, Francesco Barilli, Paolo Bacilieri, Lelio Bonaccorso, Riccardo Cecchetti, Sara Colaone, Paolo Cossi, Gianluca Costantini, Manuel De Carli, Matteo Fenoglio Luca Ferrara, Manfredi Giffoni, Rocco Lombardi, Simone Lucciola, Riccardo Mannelli, Giuseppe Palumbo, Paolo Parisi, Luigi Politano, Tuono Pettinato, Marco Pugliese, Davide Reviati, Marco Rizzo, Luca Salici, Caterina Sansone, Leonora Sartori, Pietro Scarnera, Elettra Stamboulis, Mattia Surroz, Alessandro Tota, Bepi Vigna, Andrea Vivaldo, Zerocalcare, Andrea Zoli. Inoltre, Komikazen è stato l'evento finale della competizione nazionale italiana "Reality Draws".
Nel 2013 il festival è stato dedicato alla solidarietà con il movimento Occupy: 99 disegnatori sono arrivati a Ravenna e hanno realizzato lavori legati al tema di "We are the 99%"
Il tema del festival nel 2014 è stata l'autobiografia e la biografia. Tra gli ospiti erano presenti Eddie Campbell e Gipi.
Il festival del 2015 ha avuto tra gli ospiti Ted Rall e Carlos Latuff.
L'ultima edizione del festival di Komikazen si è tenuta nel 2016 nella città di Rimini.

## Premi del Festival
Il premio del GAER (Giovani artisti dell'Emilia Romagna) è stato assegnato a giovani fumettisti della regione Emilia Romagna, i cui lavori sono poi stati pubblicati in tempo per il festival dell'anno successivo. Le cerimonie di premiazione e le mostre si sono tenute presso l'Ufficio delle Politiche Giovani di Ravenna.
- 2007 — assegnato a Marino Neri e Leonardo Guardigli, le cui opere sono state pubblicate rispettivamente da Kappa Edizioni e dal Centro Fumetto Andrea Pazienza
- 2008 — Marina Girardi, pubblicata da Comma 22
- 2009 — Pietro Scarnera, pubblicato da Comma 22
- 2010 — Fabio Sera, pubblicato da Comma 22
- 2011 — Andrea Zoli, pubblicato da Comma 22
- 2012 — Jacopo Frey e Nicola Gobbi, pubblicati da Comma 22

## Luoghi e date
| Ed. | Data                | Luogo | Ospiti | Note                                 |
| --- | ------------------- | --- | --- | ------------------------------------ |
| 1   | 30 settembre, 2005  | MAR (Museo d'arte della città), Almagià, e luoghi del centro città di Ravenna                                                        | Phoebe Gloeckner, Joe Sacco, Marjane Satrapi, Tomaž Lavrič TBC, Nicole Schulman, Kamel Khélif, Felipe Hernández Cava |                                      |
| 2   | 12 ottobre, 2006    | Galleria d'arte Mirada | Anke Feuchtenberger, Felipe Cava, Danijel Zezelj, Jessica Lurie, Vittorio Giardino, Giuseppe Palumbo, Massimo Carlotto, Raùl, Mehmet Çağçağ, Tuncay Akgün, Ramize Erer, Güneri İçoğlu |                                      |
| 3   | 12-13 ottobre, 2007 | Albergo Cappello Ravenna e Galleria d'arte Mirada                                                                                    | Ho Che Anderson (ospite d'onore), Le Dernier Cri, Stefano Ricci, Filipe Abranches, Tommi Musturi, Marcel Ruijters, Matei Branei, Kostas Maniatopoulos, Paul Gravett, Milos Javonovic, Jacob Klemencic, Gaspar Rus, Marcos Farrajota, Kati Rickenbach, Ines Didovic, Armin Barducci, Andrea Bruno | Prima volta dei GAER awards          |
| 4   | 11-12 ottobre, 2008 | S. Maria delle Croci | Anke Feuchtenberger, Federico Del Barrio, Zeina Abirached, Giuseppe Palumbo, Mazen Kerbaj, Nadim Tarazi, Samir Harb |                                      |
| 5   | 9-10 ottobre, 2009  | Teatro Rasi, Spazio Politiche Giovanili, MAR (Museo della città), Libreria Mirada                                                    | Dave McKean (ospite d'onore), Peter Kuper, Carlos Trillo, Gianluca Costantini, Davide Toffolo, Gianfranco Bettin, Paul Gravett, Paolo Bacilieri |                                      |
| 6   | 8-10 ottobre, 2010  | Teatro Rasi, MAR (Museo d'arte della città)                                                                                          | Igort, Apostolos Doxiadis, Maximilien Le Roy, Alecos Papadatos, Aleksandar Zograf, Pablo Auladell, Apostolos Doxiadis, Maximilien Le Roy, Pietro Scarnera |                                      |
| 7   | 9-13 novembre, 2011 | MAR (Museo d'arte della città) myCamera Gallria                                                                                      | Amir &amp; Khalil, Seth Tobocman, Ganzeer, Morvandiau, Magdy El Shafee, Pino Creanza, Giancarlo Ascari, Barrack Rima, Frédéric Coché, Olivier Deprez, Fabio Sera, Matteo Guarnaccia, Helena Klakočar                                                                                             | Evento a Bologna                     |
| 8   | 11-14 ottobre, 2012 | MAR (Museo d'arte della città), Le Cantine di Palazzo Rava                                                                           | Shout, Carlos Latuff, Riccardo Mannelli | Anteprima a Bologna; finale a Faenza |
| 9   | 11-13 ottobre, 2013 | MAR (Museo d'arte della città) | Aleksandar Zograf, Giuseppe Palumbo |                                      |
| 10  | 9-12 ottobre, 2014  | MAR (Museo d'arte della città), Casa delle Marionette, Biblioteca Classense , Teatro Rasi, Cantine di Palazzo Rava, Casa delle Donne | Eddie Campbell, Gipi, Giuseppe Palumbo, Gord Hill, Hamid-Reza Vassaf, Ugo Bertotti, Tuono Pettinato, Rocco Lombardi, Marina Girardi, David Vecchiato, Liliana Salone, Maurizio Ribichini, Roberto Recchioni                                                                                      |                                      |
| 11  | 8-11 ottobre, 2015  | Galleria Mirada, Le Cantine di Palazzo Rava                                                                                          | Ted Rall, Khalid Albaih, Cem Dinlenmiş, Kara Sievewright, Gary Embury, Augusto Palm, Carlos Latuff, Soloup, Ghiannis Ioannou, Ghiannis Michailidis e Ghiannis Koukoulas |                                      |
| 12  | 20-22 giugno, 2016  | Domus del chirurgo, Teatro degli Atti                                                                                                | Diala Brisly, Eva Hilhorst, Squaz, Davide Reviati, Micol Beltramini, Andrea Bruno, Pietro Scarnera, Angelo Mennillo, Rocco Lombardi, Simone Pace, Maurizio Lacavallao, Adriano De Vincentiis e Chiara Abastanotti                                                                                |                                      |